# گت: محاکمه ویوین امسالم
«گِت: محاکمه ویوین امسالم» (فرانسوی: Gett: Le procès de Viviane Amsalem‎) فیلمی در ژانر درام است که در سال ۲۰۱۴ به نمایش درآمد. از بازیگران آن می‌توان به ساسون گابای اشاره کرد. این فیلم برای اولین بار در بخش دوهفته کارگردانان جشنواره فیلم کن ۲۰۱۴ به نمایش درآمد. این فیلم همچنین به عنوان نماینده اسرائیل برای جایزه اسکار بهترین فیلم خارجی زبان در هشتاد و هفتمین دوره جوایز اسکار معرفی شد که نتوانست به عنوان نامزد نهایی انتخاب شود.

## چکیده داستان
در اسرائیل الیشا از طلاق دادن زنش ویویان که بیش از سه سال است زن درخواست کرده، سر باز می‌زند. در یهودیت زن و شوهر باید هر دو رضایت (گت) بدهند تا طلاق مذهبی جاری شود. اما ویویان عزم بسیار برای مبارزه برای آزادیش از خود نشان می‌دهد…

## بازیگران
- رونیت القبص
- ساسون گابای
- سیمون آبکاریان
- مناشه نوی